# Apostolisches Vikariat Galápagos
Das Apostolische Vikariat Galápagos wurde am 6. Mai 1950 als Apostolische Präfektur errichtet und am 15. Juli 2008 zum Vikariat erhoben. Es umfasst die Galápagos-Inseln, die gleichnamige Provinz Galápagos, die aus 13 großen und 17 kleinen und 47 kleinsten Inseln im Pazifischen Ozean besteht und ca. 1000 km westlich des ecuadorianischen Festlandsstaatsgebiets liegt.
Der Sitz der Verwaltung und der kirchlichen Behörden befindet sich auf der Insel San Cristobal, wo auch der Apostolische Vikar (Bischofsstelle) seinen Wohnsitz hat. Es gibt rund circa 16.000 Katholiken. Die insgesamt 10 Pfarreien werden von 9 Diözesanpriestern betreut. Es gibt 6 Seminaristen und nur einen Laienbruder, aber 15 Ordensschwestern.

## Ordinarien

### Apostolische Präfekten
- Pedro Pablo Andrade Sánchez OFM (1951–1959)
- Juan de Dios Campuzano OFM (1959–1967)
- Hugolino Cerasuolo Stacey OFM (1967–1975)
- Serafín Luis Alberto Cartagena Ocaña OFM (1980–1982)
- Manuel Valarezo Luzuriaga OFM (1990–2008)

### Apostolische Vikare
- Manuel Valarezo Luzuriaga OFM (2008–2013)
- Áureo Patricio Bonilla Bonilla OFM (seit 2013)